# 万年救護の大本尊
万年救護の大本尊（まんねんくごのだいほんぞん）は、『日蓮大聖人御真蹟御本尊集』（立正安国会）の16番本尊の通称。

## 概要
当大曼荼羅は、文永の役の直後の文永11年（1274年）12月に日蓮が図顕した大曼荼羅で、千葉県保田妙本寺に現存している。当大曼荼羅の写真図版は『日蓮大聖人御真蹟御本尊集』(立正安国会)・『日蓮聖人真蹟集成　第十巻　御本尊集』(法蔵館)に収録されている。
文和2年（1353年）4月8日付け日郷置文「安房国北郡吉浜村内中谷奉籠本尊聖教事」において、「日蓮聖人御自筆本尊一鋪　文永十一年甲戌十二月日」としてその存在が明示され、日郷により「日蓮聖人御所釈等」及び「天台六十巻一部」とともに「右法蔵に籠め奉るなり。師資相承の族、代々受学の輩、緩怠の義無く守護せしむべし」と、安房国吉浜村中谷法華堂の代々の住持職(妙本寺貫首)により師資相承すること、妙本寺本末の僧俗が代々師資相承の貫首のもと僧俗和合して守護すべきことが定置・遺言され、以後この日郷の遺言に基づき代々の住持職により師資相承され、本末僧俗により代々厳護されてきた。
しかし江戸期の延宝年間に、時の妙本寺貫首・日濃（後に除歴）によって妙本寺に所蔵されていた他の日蓮自筆大曼荼羅等とともに当大曼荼羅も流失したが、貞享年間に取り戻され今日に至っている。
貞享4年（1687年）1月、22世・日達により版木が作成され富士門流各本山等に版木で印刷・作成された形木が配られたので、その存在が広く認知されることとなった(版木により作成された形木の腰書きには「房州妙本寺代々相傳之萬年救護大本尊奉写令開板者也。貞享四丁卯天　正月十三日日達　印」と明記されている)。
なお15世・日侃の「日興相伝大事写」では「末法万年御本尊　流布の日、本堂に之を懸け奉るべし」と、当大曼荼羅についての妙本寺における意義の伝承を記録している(門祖・日興の初七日忌に記された「日興上人御遺跡事」には、「日蓮聖人御影並びに御下文・薗城寺申状」も本門寺建立の時、本堂に奉納するべきことが遺言されている)。
同じ通称が、北山本門寺では同寺所蔵の弘安3年（1280年）5月9日付けの日蓮筆大曼荼羅、西山本門寺では同寺蔵の建治2年（1276年）2月5日付けの日蓮筆大曼荼羅に付されている。

## 来歴

### 所持人物
日蓮→日興→日目→日郷→保田歴代

### 格護寺院
大石寺→保田妙本寺

## 特徴
- 仏部より天部・明王までが明記・勧請され、十界皆成の本仏の仏国土の意義を表しているので仏法守護の四天王が冥伏され、及び天界の悪道の第六天魔王以下地獄界までの衆生が、法華経宝塔品の三変土転の人天移さるるの意義に基づき冥伏されている。又、日本守護の本化垂迹の天照・八幡の二神が「天照八幡等諸仏」と明記されその本地を示されている。なお図顕讃文の意義も含む当大曼荼羅の示し書により、日蓮自身の上行自覚が示されている。[要出典]
- 大曼荼羅ではなく大本尊となっている。

以上の特徴は、他の真筆曼荼羅には見られない独特のものである。

## 別名
- 三国救護の御本尊
- 十界皆成の御本尊
- 閻浮総与の御本尊